# McLaren 570S

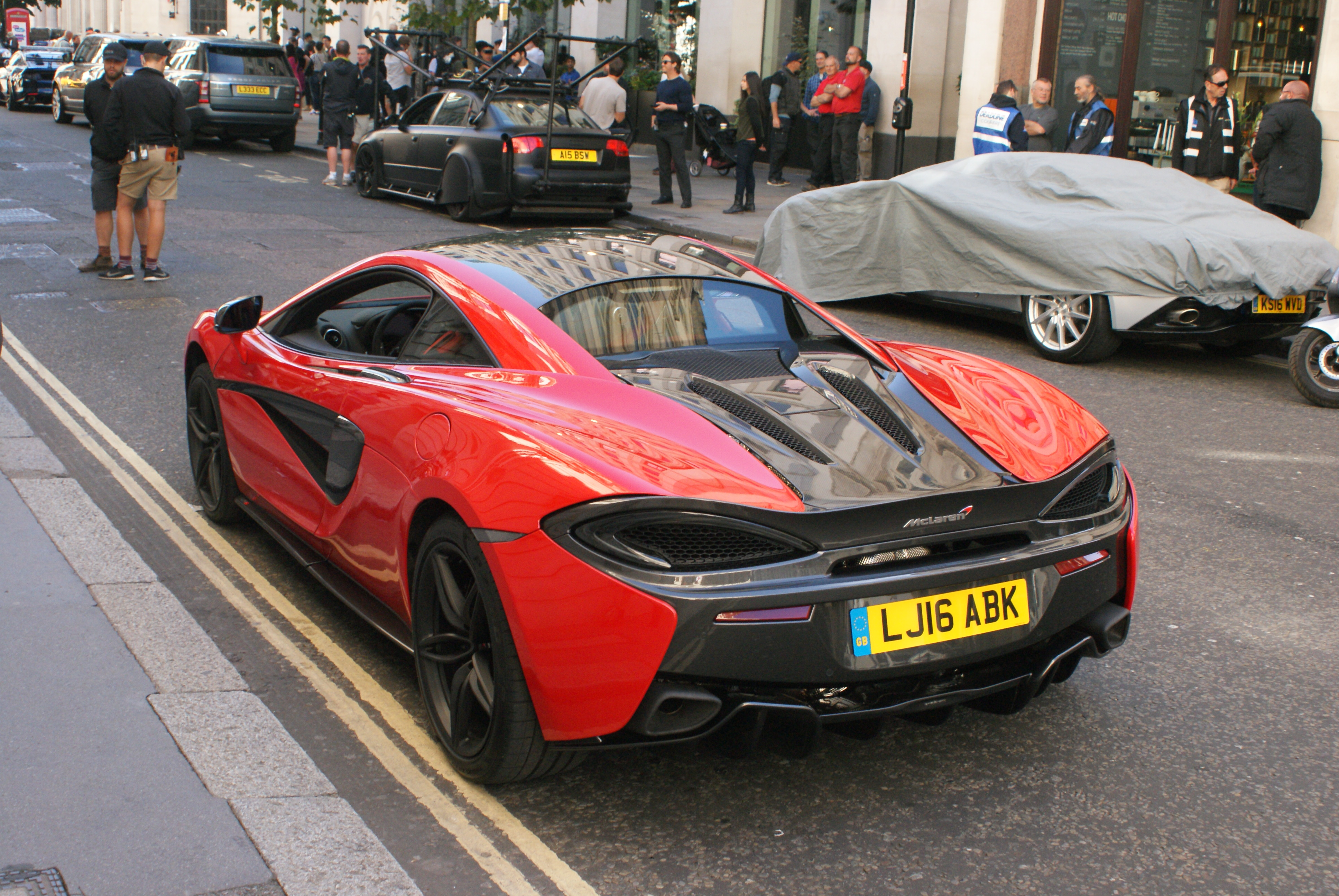
570S Coupé (Heckansicht)

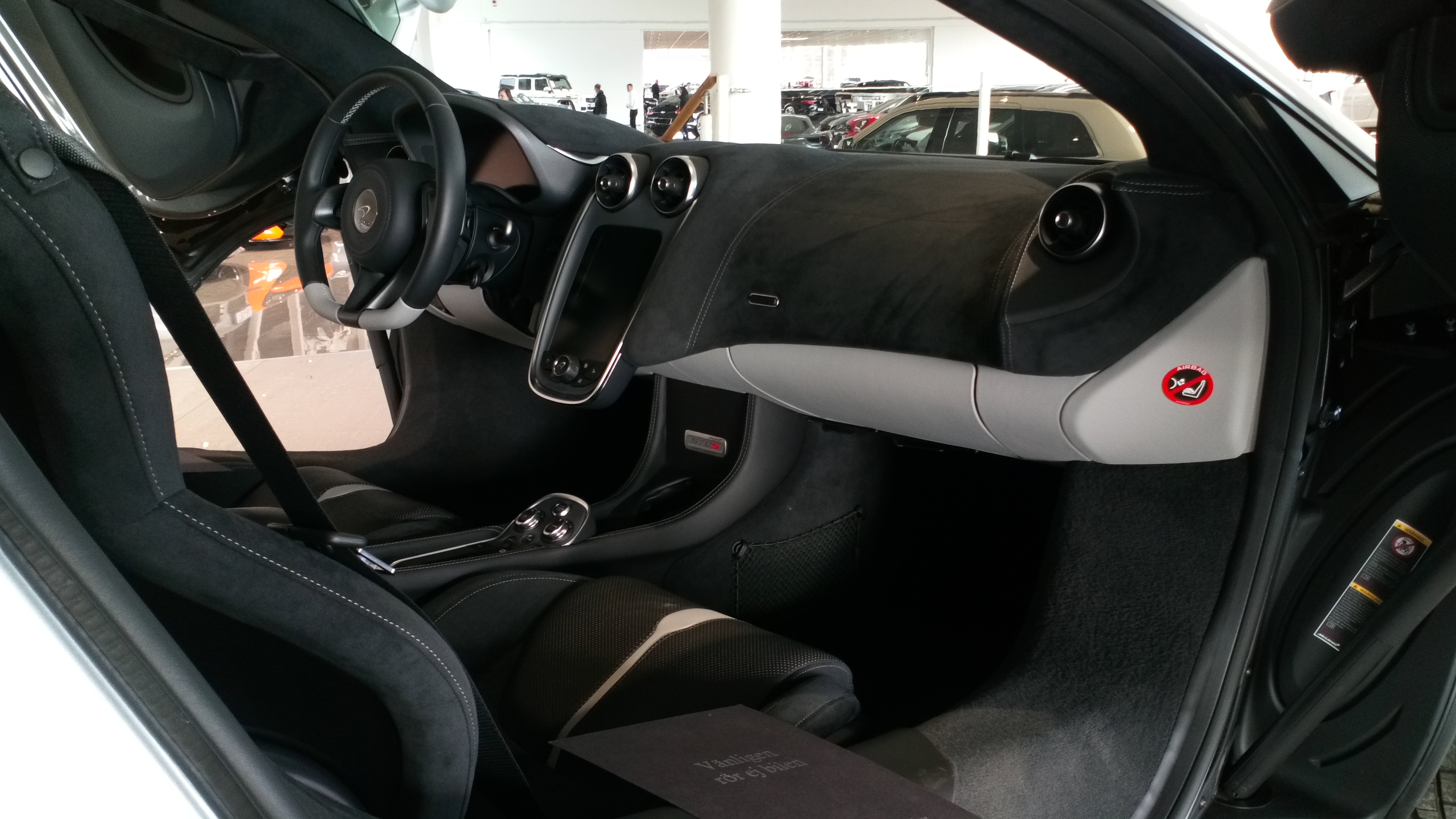
570S Coupé (Innenraum)

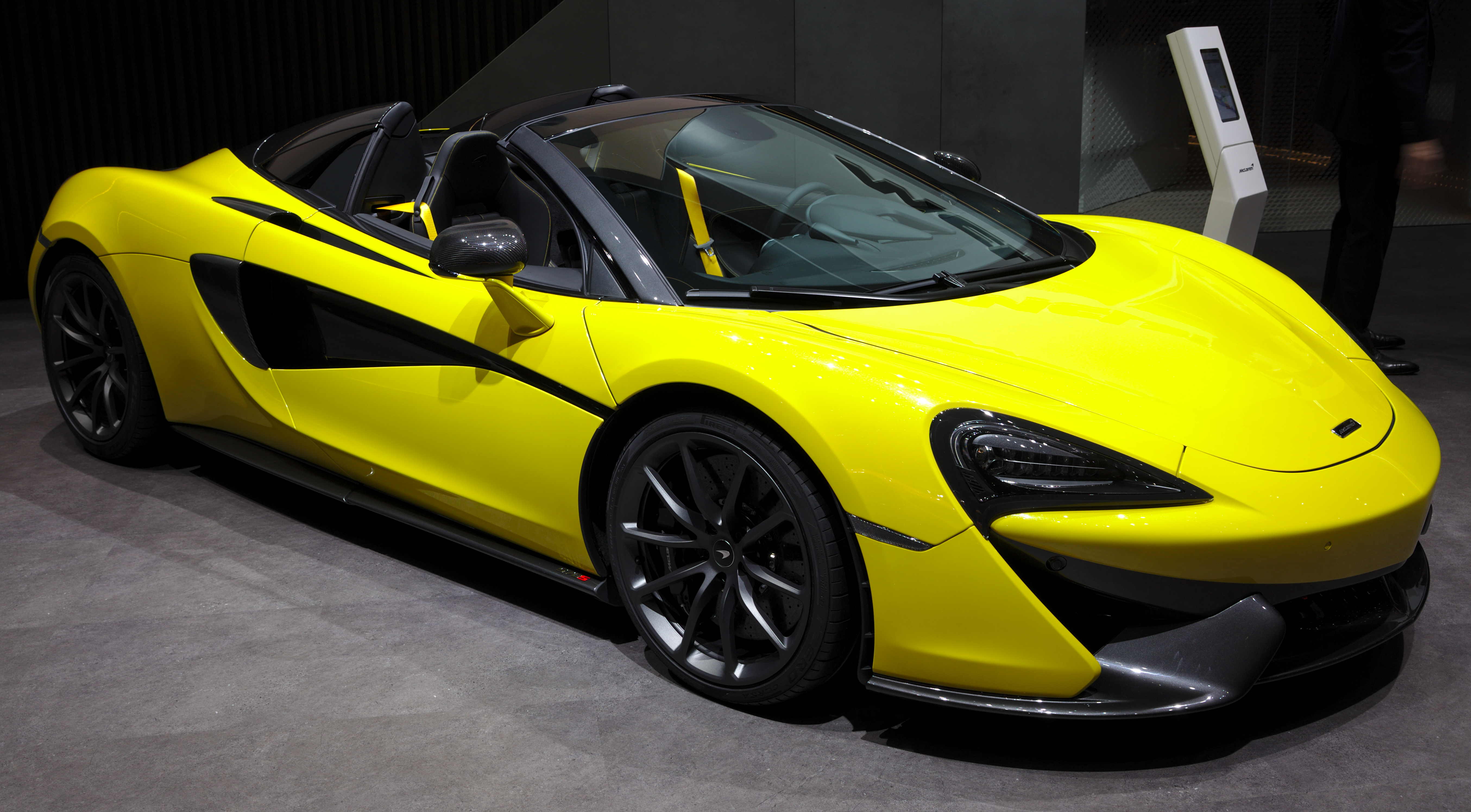
570S Spider (Frontansicht)

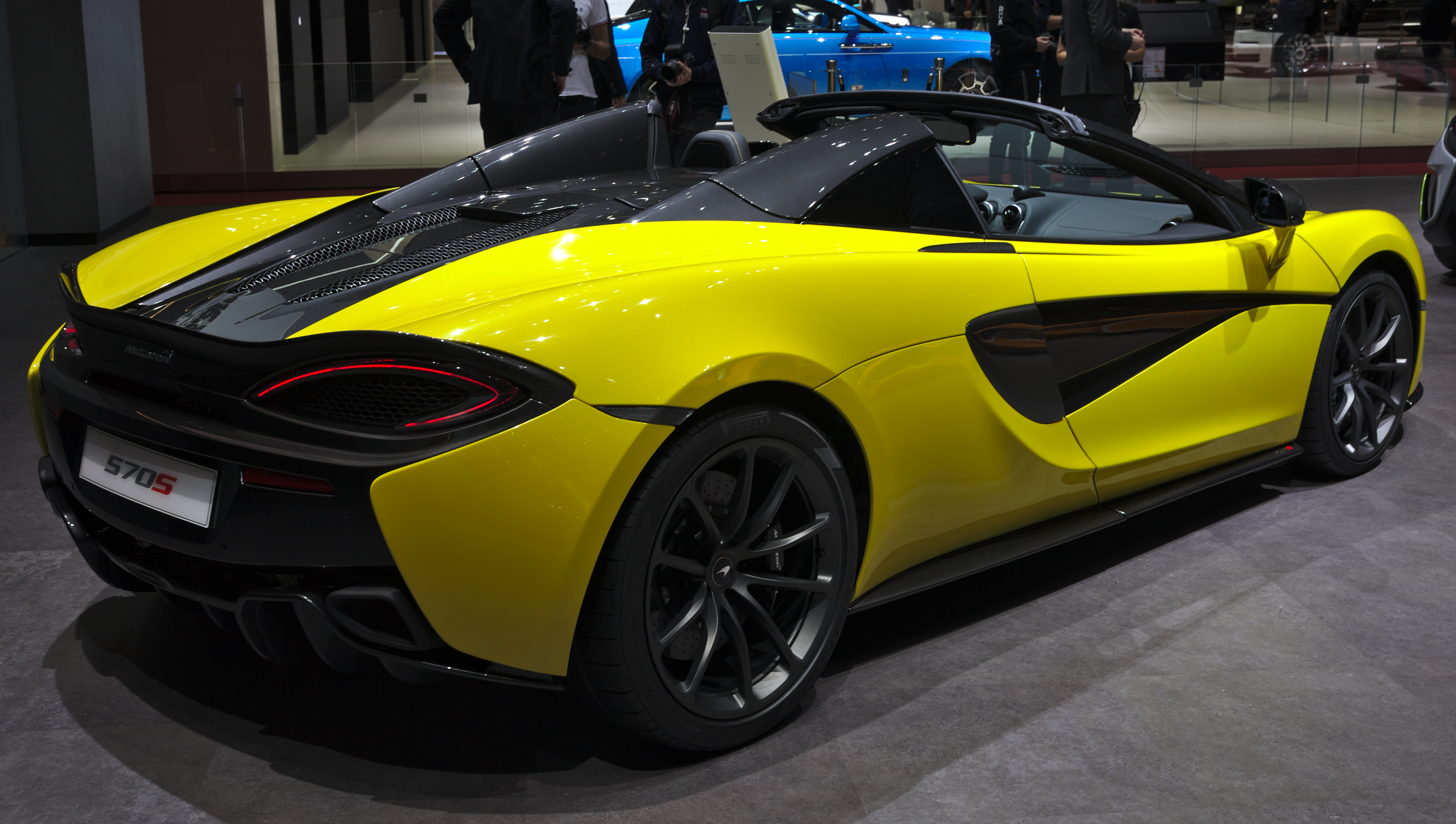
570S Spider Heckansicht

Der McLaren 570S ist ein von McLaren Automotive entworfener und gebauter Sportwagen mit einem 3,8-Liter-V8-Mittelmotor. Das Modell wurde 2015 auf der New York International Auto Show zum ersten Mal der Öffentlichkeit präsentiert. Die Roadster-Variante – 570S Spider genannt – präsentierte McLaren auf dem Goodwood Festival of Speed Ende Juni 2017. Das Fahrzeug stellt den „kleinen Bruder“ des McLaren 650S dar und ist in erster Linie auf Alltagstauglichkeit ausgelegt.

## Technik
Der 570S wurde als Coupé und Spider angeboten. Einzigartig in diesem Segment ist das CFK-Chassis.

## Fahrleistungen
Der 570S erreicht eine Höchstgeschwindigkeit von 328 km/h und beschleunigt in 3,2 Sekunden von 0 auf 100 km/h, und in 9,5 Sekunden von 0 auf 200 km/h.

## Technische Daten
|                                             | 570S                                  | 570S Spider                           |                   |
| Bauzeitraum                                 | 10/2015–02/2021                       | 08/2017–02/2021                       |                   |
| Motorkenndaten                              |                                       |                                       |                   |
| Motortyp                                    | V8-Ottomotor                          | V8-Ottomotor                          |                   |
| Motoraufladung                              | Biturbo                               | Biturbo                               |                   |
| Einbaulage                                  | mittig längs                          | mittig längs                          |                   |
| Ventile/Nockenwellen                        | 4 pro Zylinder/4                      | 4 pro Zylinder/4                      |                   |
| Hubraum                                     | 3799 cm³                              | 3799 cm³                              |                   |
| Bohrung × Hub                               | 93,0 × 69,9 mm                        | 93,0 × 69,9 mm                        |                   |
| max. Leistung bei min−1                     | 419 kW (570 PS) / 7500                | 419 kW (570 PS) / 7500                |                   |
| max. Drehmoment bei min−1                   | 600 Nm / 5000–6500                    | 600 Nm / 5000–6500                    |                   |
| Kraftübertragung                            |                                       |                                       |                   |
| Antrieb                                     | Hinterradantrieb                      | Hinterradantrieb                      |                   |
| Getriebe, serienmäßig                       | 7-Gang-Doppelkupplungsgetriebe        | 7-Gang-Doppelkupplungsgetriebe        |                   |
| Spurweite vorne / hinten                    | 1673 mm / 1618 mm                     | 1673 mm / 1618 mm                     | 1673 mm / 1618 mm |
| Radstand                                    | 2670 mm                               | 2670 mm                               | 2670 mm           |
| Felgen vorne / hinten                       | 8 J × 19 ET 32,5 / 10 J × 20 ET 24,25 | 8 J × 19 ET 32,5 / 10 J × 20 ET 24,25 |                   |
| Reifen vorne / hinten                       | 225/35 ZR19 / 285/35 ZR20             | 225/35 ZR19 / 285/35 ZR20             |                   |
| Reifentyp                                   | Pirelli P Zero (MC)                   | Pirelli P Zero (MC)                   |                   |
| Messwerte                                   |                                       |                                       |                   |
| Höchstgeschwindigkeit                       | 328 km/h                              | 328 km/h                              |                   |
| Beschleunigung, 0–100 km/h                  | 3,2 s                                 | 3,2 s                                 |                   |
| Beschleunigung, 0–200 km/h                  | 9,5 s                                 | 9,6 s                                 |                   |
| Leergewicht                                 | 1440 kg                               | 1498 kg                               |                   |
| Kofferraumvolumen                           | 150 l                                 | 150 l                                 |                   |
| Kraftstoffverbrauch auf 100 km (kombiniert) | 10,7 l Super Plus                     | 10,7 l Super Plus                     |                   |
| CO2-Emissionen (kombiniert)                 | 249 g/km                              | 249 g/km                              |                   |
| Abgasnorm                                   | Euro 6                                | Euro 6                                |                   |

## Zulassungszahlen
In der Schweiz und Liechtenstein wurden insgesamt 59 McLaren 570S Coupé neu zugelassen, zudem 28 McLaren 570S Spider.

## Ableger des 570S

### 540C
Der McLaren 540C basiert auf dem 570S. Im Vergleich mit dem 570S wurde die Leistung um 30 PS auf 540 PS (397 kW) gesenkt.

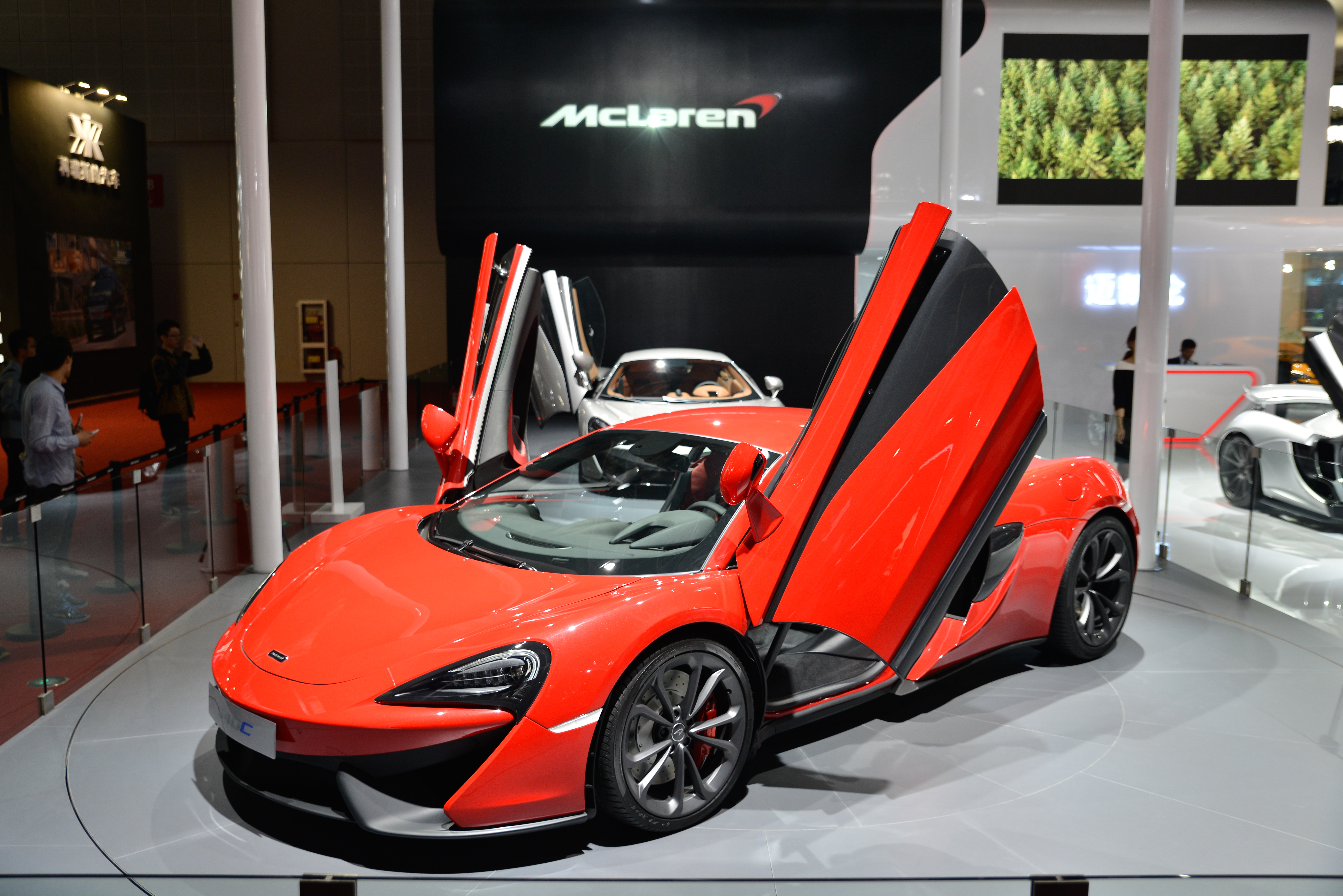
540C (Frontansicht)
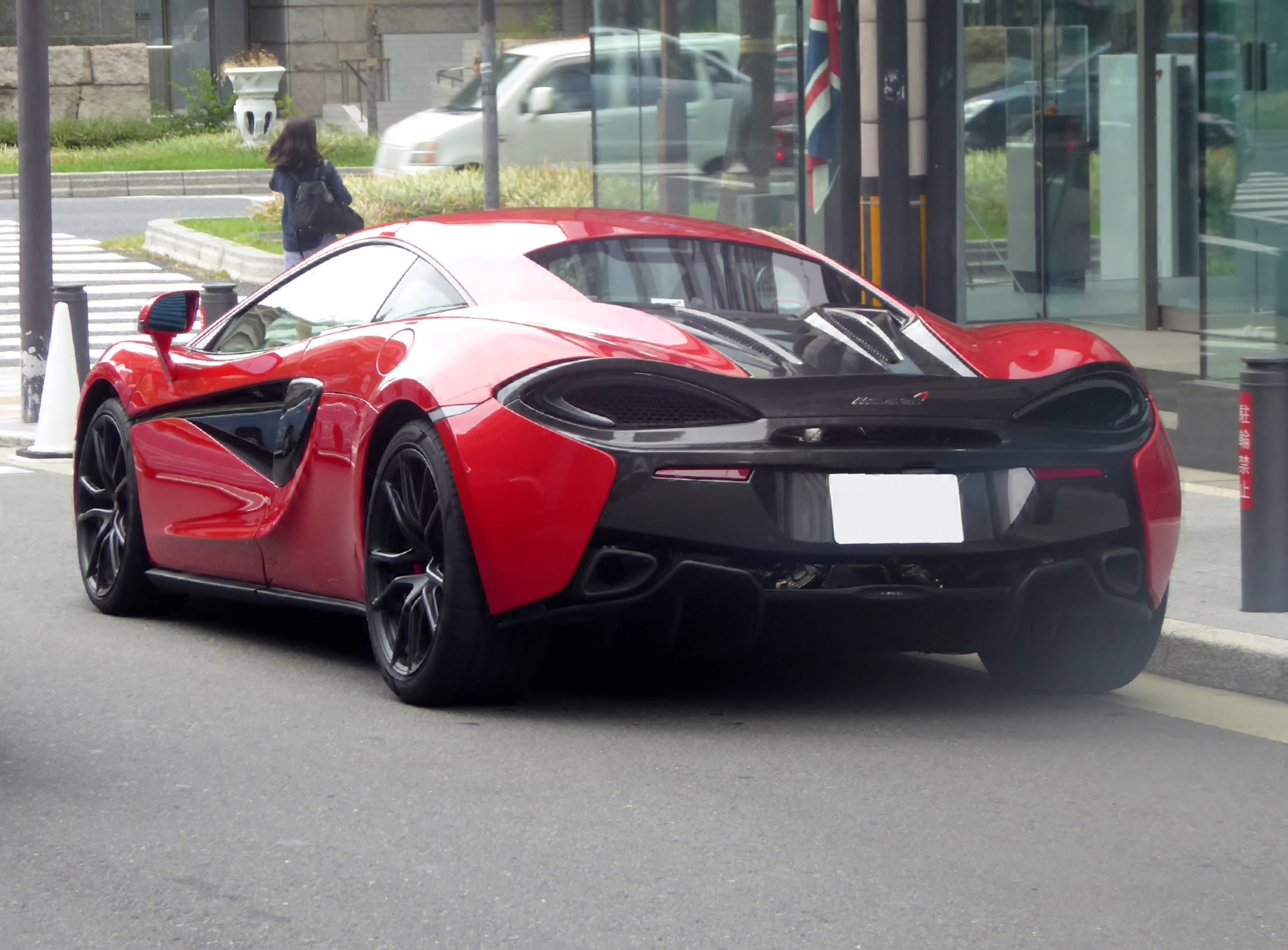
540C (Heckansicht)

### 570S GT4
Auf Basis des 570S entwickelte McLaren den 570S GT4, der ausschließlich für die Rennstrecke konzipiert und für die GT4-Rennklasse homologiert wurde. Deswegen wurde die Leistung auf 429 PS (315 kW) und 470 Nm gedrosselt. Er kostete rund 205.000 Euro.

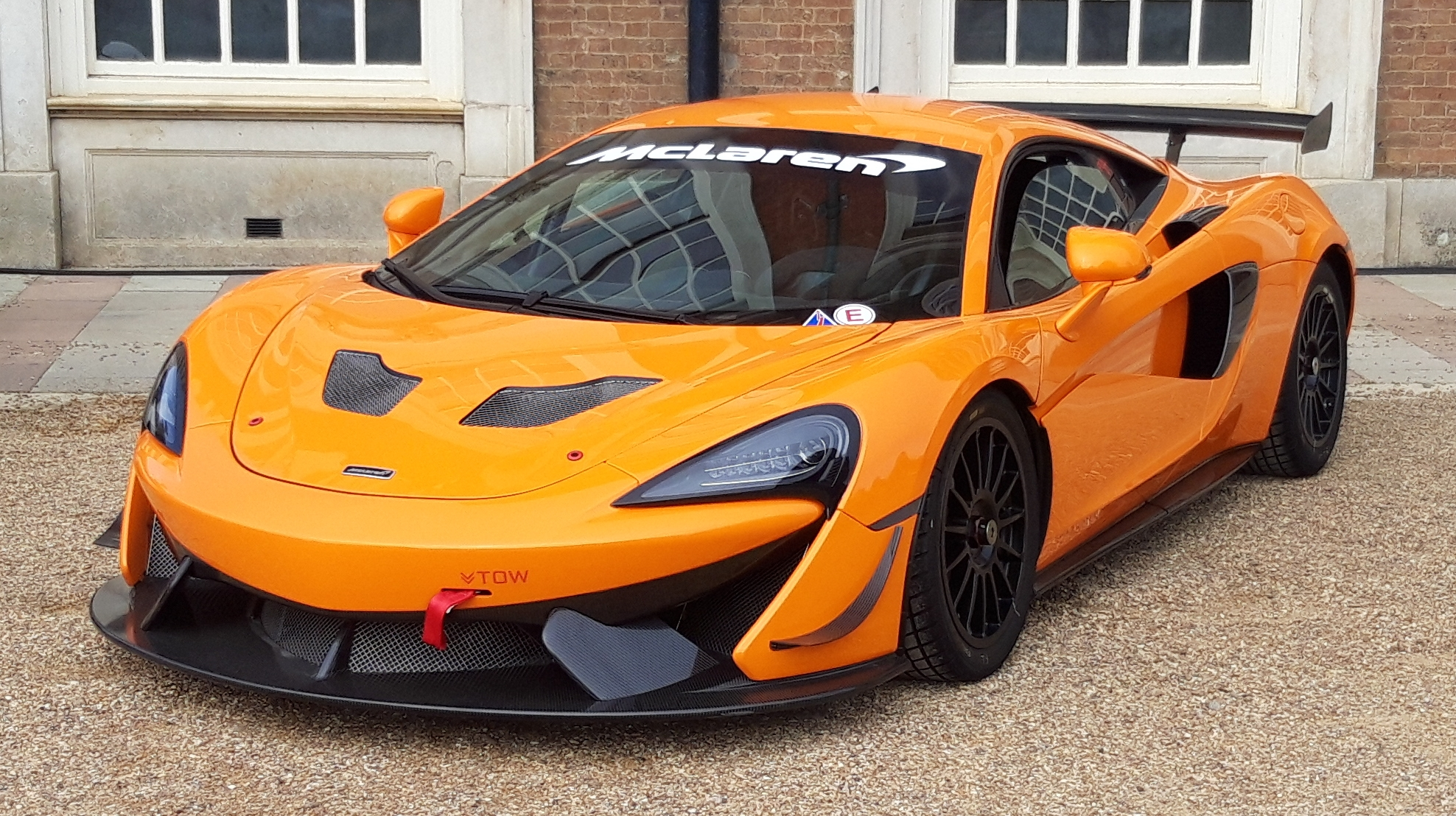
570S GT4 (Frontansicht)

### 570GT
Auf dem Genfer Auto-Salon 2016 präsentierte McLaren den 570GT. Dieser sollte der bisher luxuriöseste und praktischste McLaren sein, bis 2019 der McLaren GT vorgestellt wurde. Den Antriebsstrang übernahm er aus dem 570S. Er unterscheidet sich u. a. durch ein Panoramaglasdach, einen größeren Gepäckraum (mit einem Volumen von 370 Litern) und einem speziellen Felgendesign vom 570S.

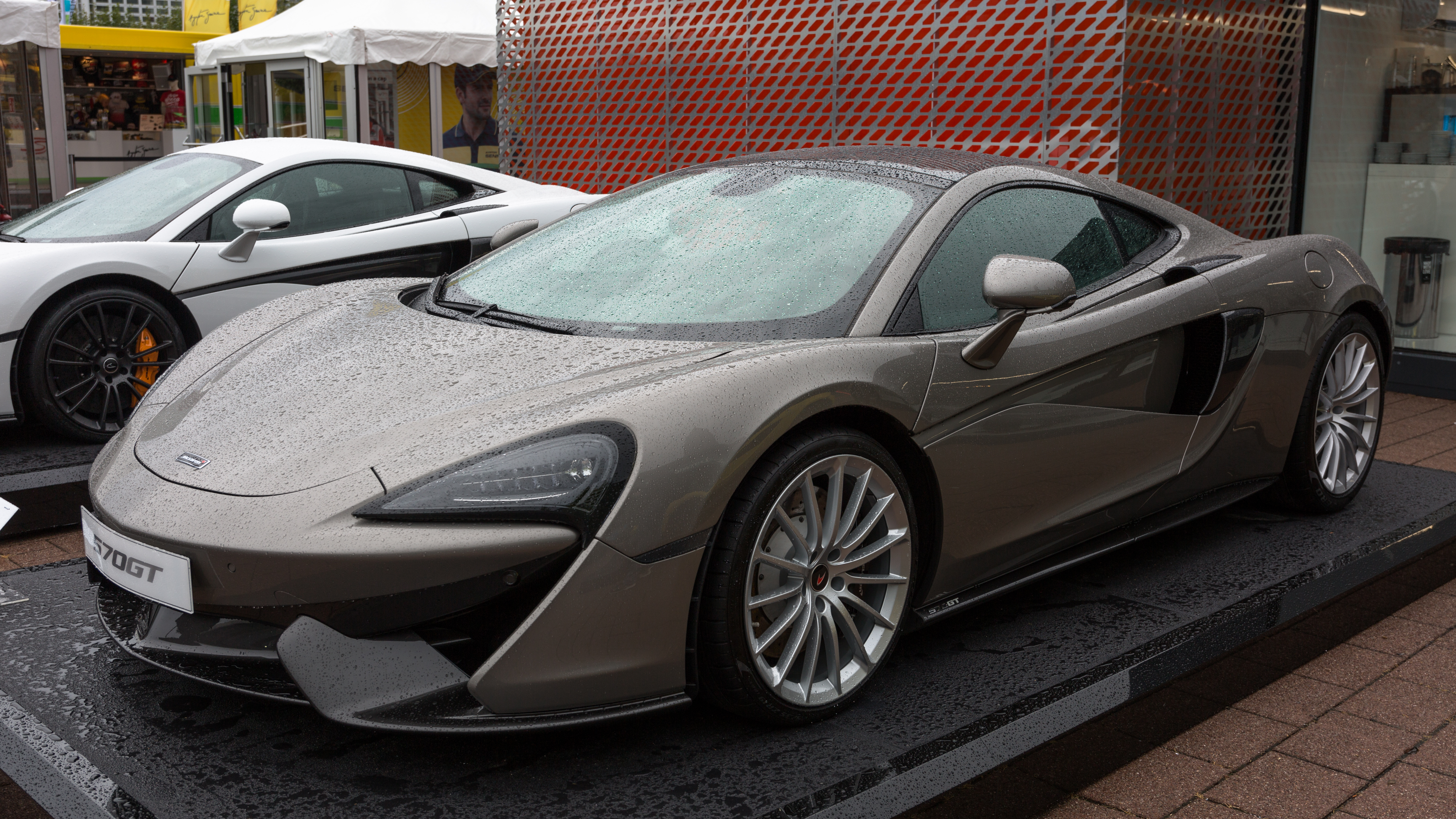
570GT (Frontansicht)
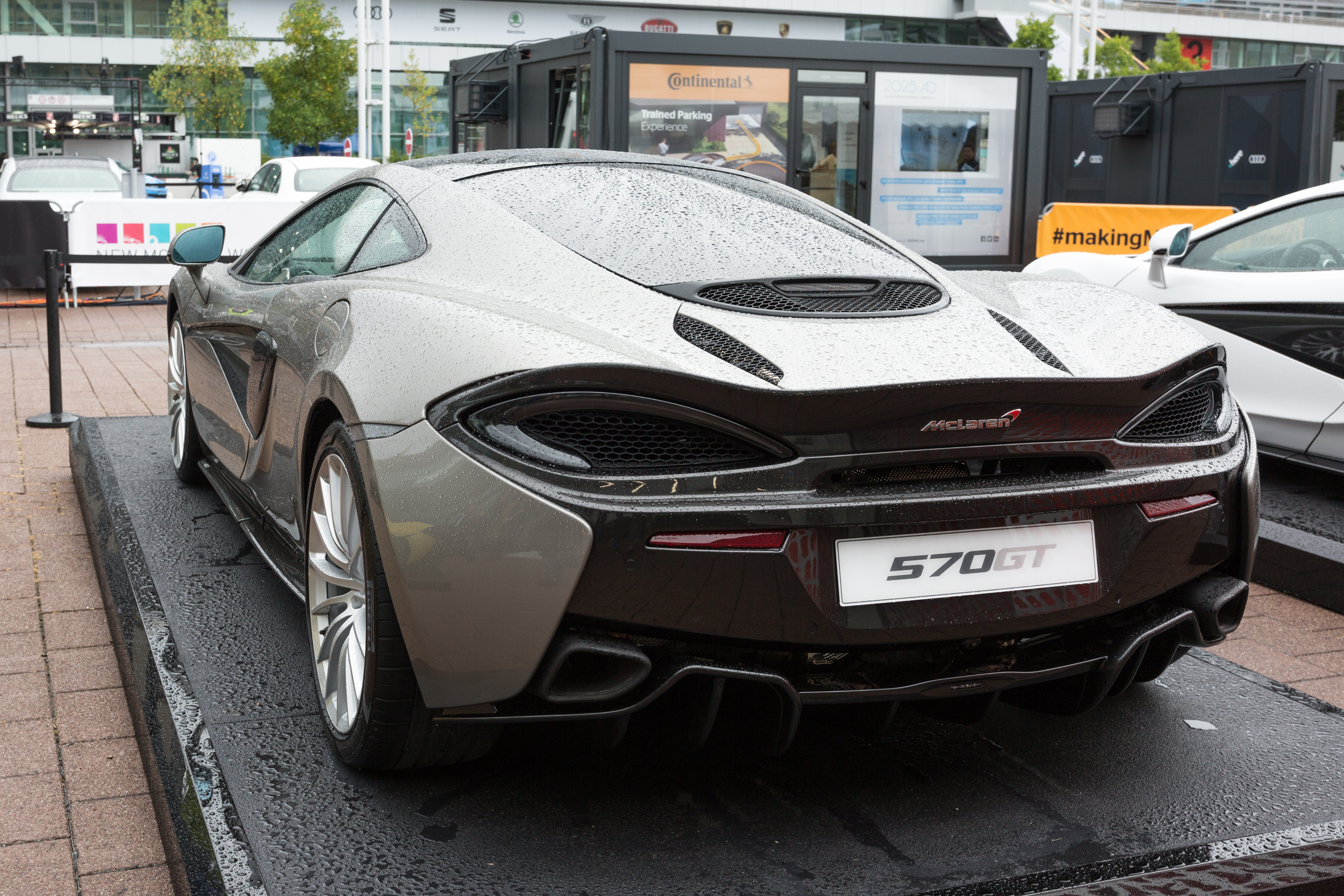
570GT (Heckansicht)

### 570GT XP Green
Der McLaren 570GT XP Green ist eine von Werkstuner MSO (McLaren Special Operations) überarbeitete Version des 570GT, um das 20-jährige Jubiläum des McLaren F1 XP GT zu feiern. Optisch lehnt sich der 570GT XP Green mit einer grünen Lackierung und brauner Lederausstattung an das F1-Sondermodell an, technisch bleibt er auf Serienniveau. Der Kaufpreis betrug (laut McLaren) 188.567 Pfund, umgerechnet rund 212.000 € und sollte nur in England, den Niederlanden und Deutschland angeboten werden.

### 600LT
Der McLaren 600LT ist eine leistungsgesteigerte Sportvariante des 570. Er war ebenfalls als Spider erhältlich.

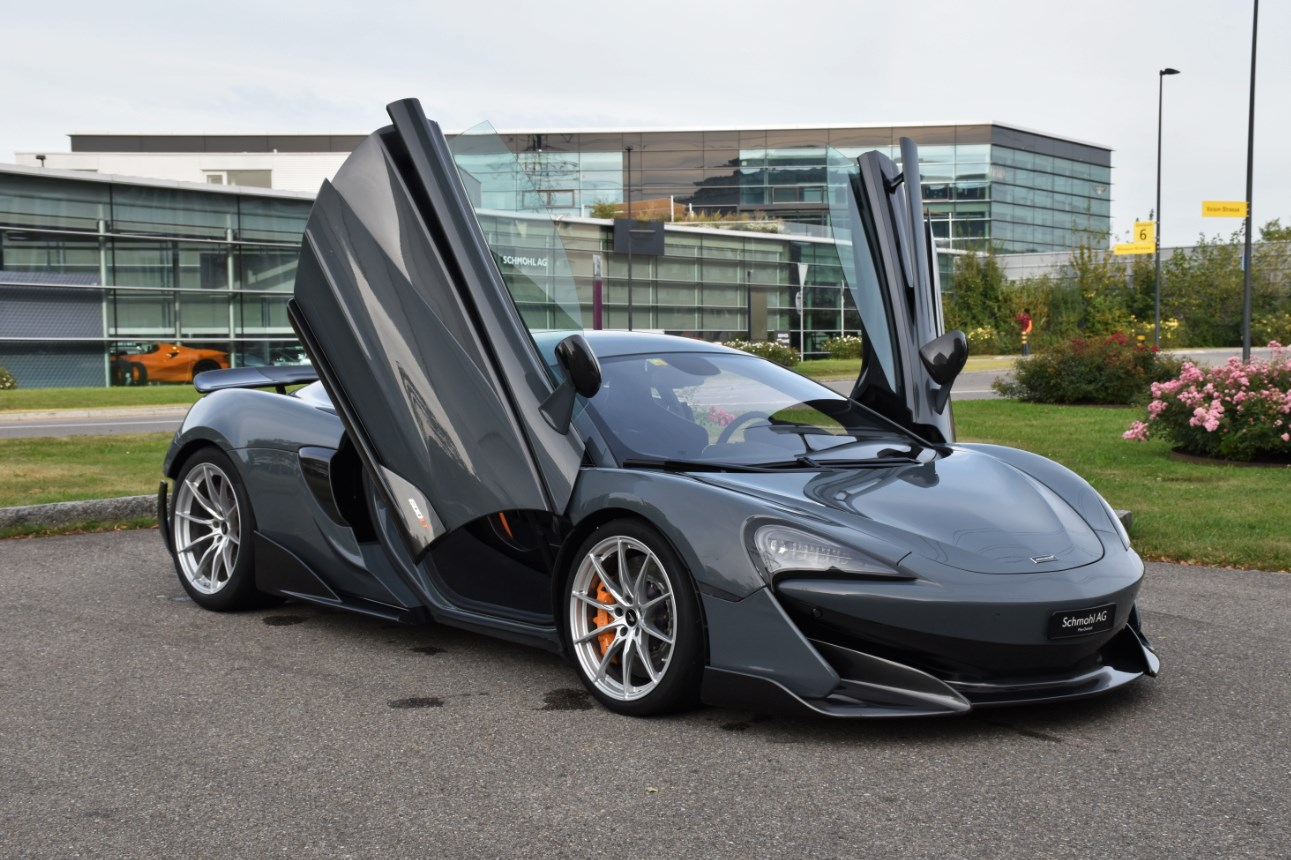
600LT (Frontansicht)
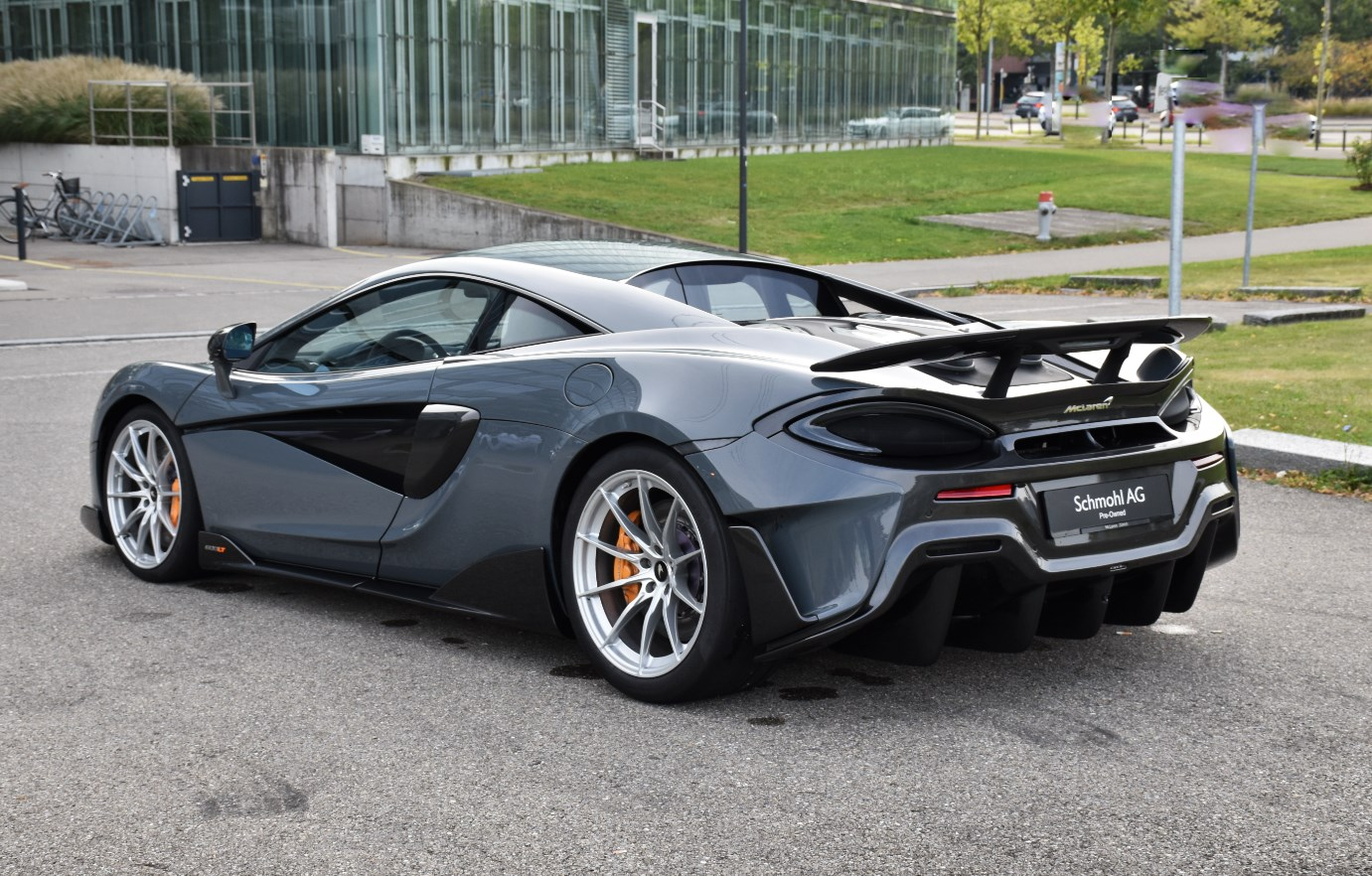
600LT (Heckansicht)

### 620R
Im Dezember 2019 wurde mit dem McLaren 620R das neue Spitzenmodell der Sports Series vorgestellt. Er wurde lediglich 225 Mal gebaut.

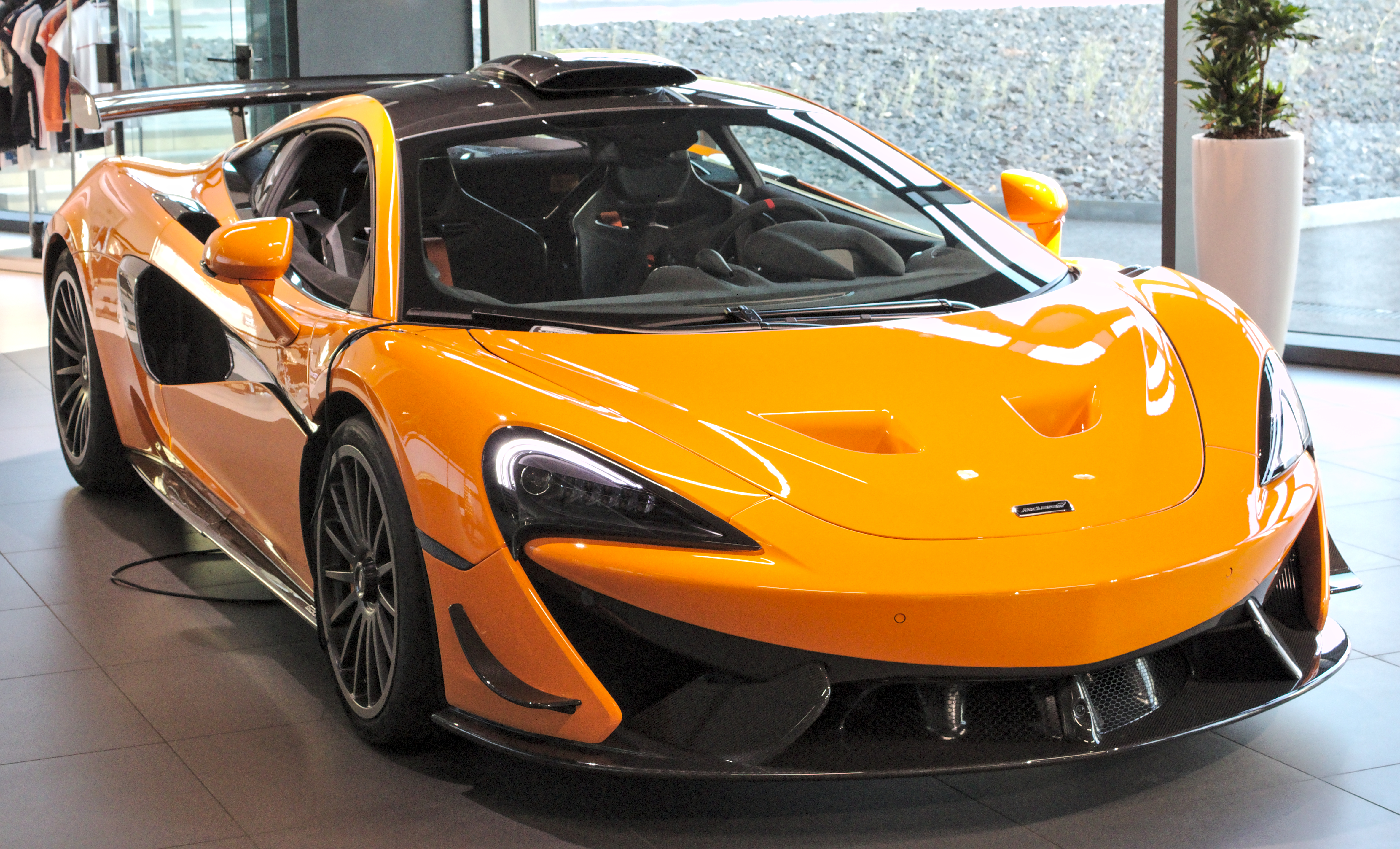
620R (Frontansicht)
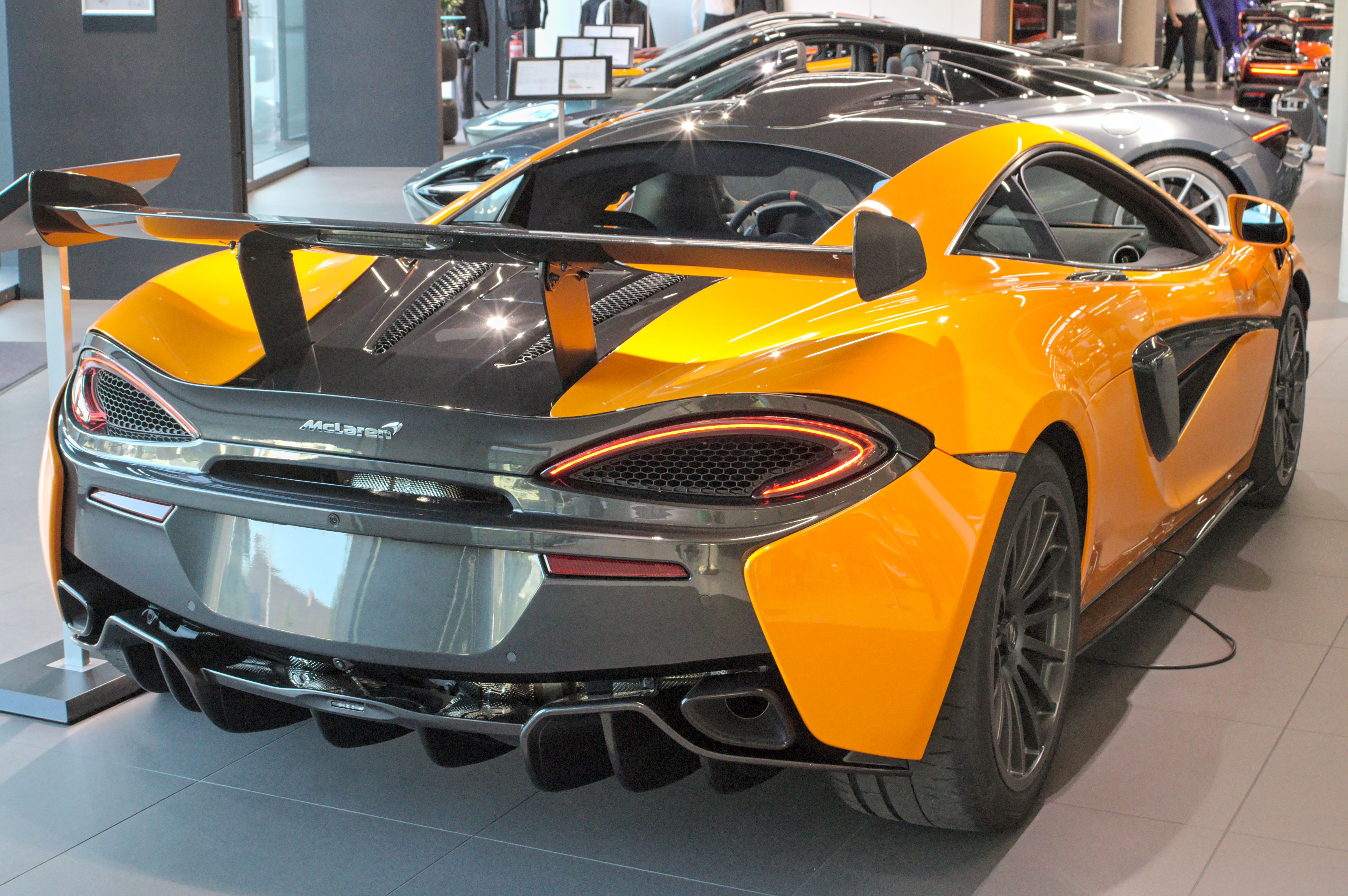
620R (Heckansicht)